# 達里奧宮
達里奧宮（義大利語：Palazzo Dario）是義大利城市威尼斯的一座宮殿建築，位於威尼斯大運河沿岸。這座建築的外觀呈現威尼斯哥特式建築風格，並且帶有文藝復興時期特色的裝飾。達里奧宮修建於1486年，現在是私人財產，並不對公眾開放，但有時會舉辦美術展覽。

## 外部連結
- High resolution image of Palazzo Dario